# Kamień runiczny ze Stora Köpinge

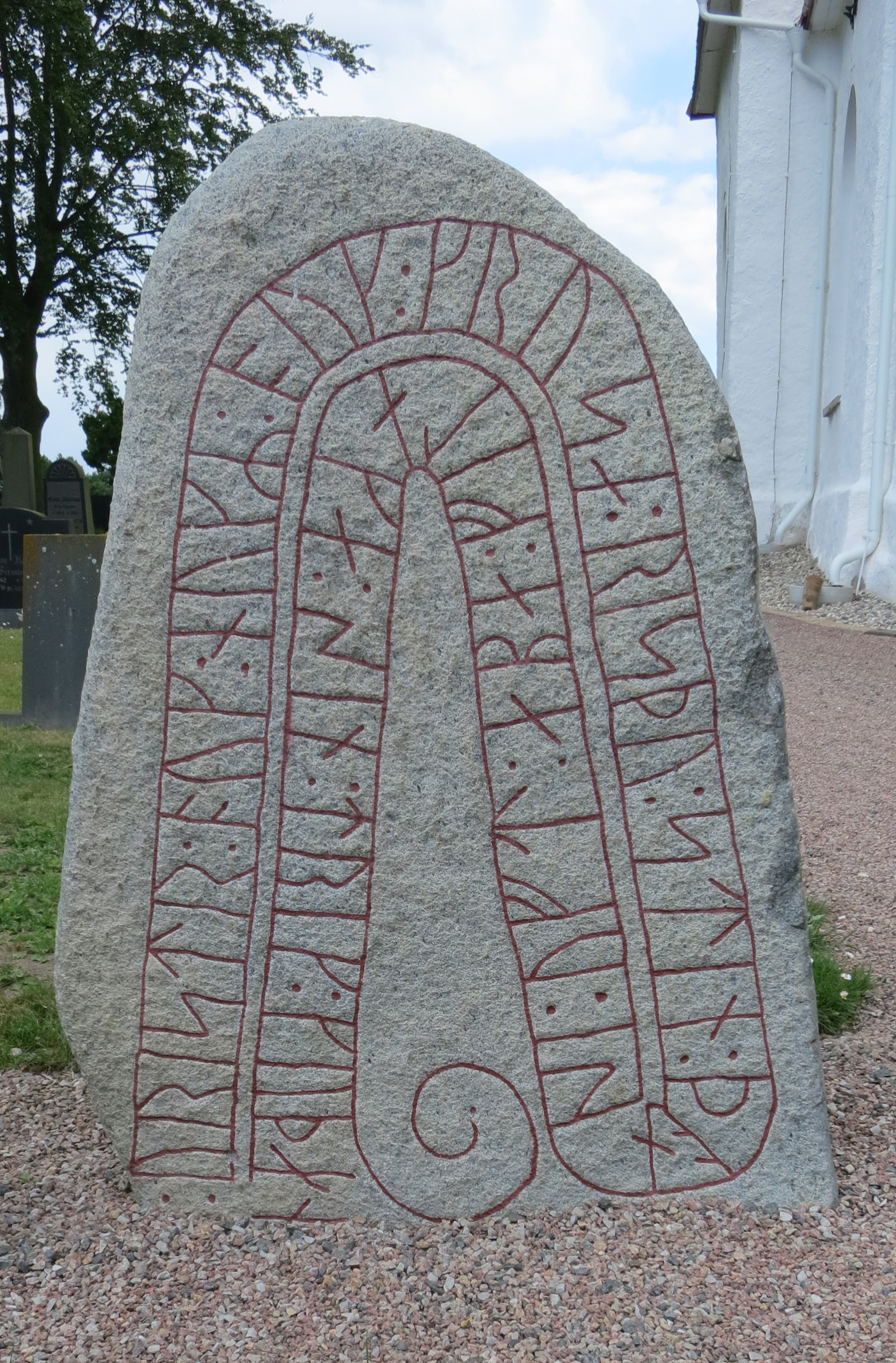
Kamień runiczny ze Stora Köpinge

Kamień runiczny ze Stora Köpinge (DR 339) – kamień runiczny pochodzący ze Stora Köpinge w gminie Ystad w prowincji Skania w Szwecji. Ustawiony jest na cmentarzu po wschodniej stronie miejscowego kościoła.
Granitowy głaz ma 162 cm wysokości, 107 cm szerokości i 22 cm grubości. Po raz pierwszy wzmiankowany w 1627 roku. Datowany jest na przełom X i XI wieku. Na powierzchni głazu wyryta jest inskrypcja, wpisana we wstęgę wijącą się spiralnie od brzegu ku środkowi. Jej treść głosi:
: uristr : ouk : nukR : ouk : krusa : risþu : stin : þonsi : uft : aba : filaka : sin : trik : kuþan :
co znaczy:
Wrest, Nik i Kruse wznieśli ten głaz dla wspólnego przyjaciela, Abego, odważnego woja.